# اسجیل
اسجیل روستایی از توابع بخش مرکزی شهرستان گلبهار در استان خراسان رضوی ایران است.
نام این روستا در ادوار مختلف به اشکال زیر نیز تلفظ می‌شده است:
سجیل ، اسکل ، اسکیل ، اِستگل 
اهالی روستا ، بر این باور هستند که نام اصلی این روستا ، ایست گل به معنای ایستگاه گل است ، که پس از حمله اعراب به ایران و تسلط بر این مکان ، جای حرف گ ، حرف ج جایگزین کردیده و به نام اسجیل شناخته میشود ، اما در بیان عامیانه به آن اِستگل گفته میشود 
این روستا بازمانده گورمکان بزرگ می‌باشد که جمعیت عظیمی را در اعصار دور در خود جای داده بود و اینک تنها روستای سجیل و گلمکان از آن شکوه و عظمت بجای مانده است لیکن وجود گورستان های بزرگ با متوفیان بی شمار ها در منطقه گورمکان حکایت از گذشته پررونق ودرخشانی در منطقه دارد .
اسجیل تنها روستای چناران و گلبهار میباشد که آثار دژ نظامی با چهار برج دیدبانی در آن وجود دارد که این نشان دهنده اهمیت نظامی و لجستیکی این مکان میباشد 

## جمعیت
این روستا در دهستان گلمکان قرار دارد و براساس سرشماری مرکز آمار ایران در سال ۱۳۸۵، جمعیت آن ۱٬۱۸۷ نفر (۳۳۹خانوار) بوده‌است.